# Poetisches Theater
Das Poetische Theater war seit 1949 ein Amateurtheater an der Universität Leipzig, damals Karl-Marx-Universität (KMU) Leipzig und besteht heute als eingetragener Verein fort. Das Theater war unter verschiedenen Bezeichnungen wie Studentenbühne, FDJ-Studentenbühne der KMU, Studiobühne Beyerhaus oder Poetisches Theater „Louis Fürnberg“ bekannt.

## Geschichte
1949 erfolgte die Gründung des Zentralen Volkskunstensembles der KMU mit Chor und Tanzgruppe, 1951 die der Sprecher- und Laienspielgruppe und 1954 die des Studententheaters. Fürnberg-Ensemble und Studententheater verbanden sich 1968 zum Poetischen Theater „Louis Fürnberg“.
Es handelte sich um ein reines Amateurtheater, das aber auch Mitwirkenden, die nicht Angehörige der Universität waren, offenstand. Trotzdem spielte es eine nicht unbedeutende Rolle im Theatergeschehen der DDR weit über die Grenzen von Leipzig hinaus. Gastspiele führten einzelne der Ensembles in verschiedene Städte der damaligen DDR und des sozialistischen und westlichen Auslandes.
Teilweise kämpften Mitwirkende der Inszenierungen mit der Zensur, einzelnen Verantwortlichen der Kulturbehörden oder Funktionären der damaligen Karl-Marx-Universität.
Nach der Wende sah sich die Universität nicht mehr in der Lage, ein Studententheater zu betreiben. 1993 wurde der Verein Poetisches Theater „Louis Fürnberg“ e. V. als Träger gegründet. Ab 1997 ging das Poetische Theater unter das Dach des LOFFT (kurz für Leipziger Off-Theater). Nach der Schließung der Spielstätte Beyerhaus (s. u.) erfolgte 1999 der Umzug in das Theaterhaus Leipzig (ehem. Haus der Volkskunst) am Lindenauer Markt.
Das bekannte, seit 1966 existierende Leipziger Kabarett „Academixer“ war einst eine Sparte des Poetischen Theaters.

## Die Spielstätte Beyerhaus
Spielstätte war von den 1970er Jahren bis 1998 das damals universitätseigene Ernst-Beyer-Haus (Beyerhaus), das vormalige Lehrervereinshaus in der Ernst-Schneller-Straße 6.
Das Beyerhaus musste 1992 von der Universität an das sächsische Staatliche Liegenschaftsamt abgegeben werden, wurde 1998 geschlossen und 2002 verkauft. Heute wird dort eine Studentenkneipe mit verschiedenen Veranstaltungen betrieben.

## Ausgewählte Mitwirkende
- Christian Becher (1943–2013), deutscher Kabarettist, Regisseur und Autor
- Gunter Böhnke (* 1943), deutscher Kabarettist und Übersetzer
- Peter Brasch (1955–2001), deutscher Schriftsteller
- Volker Braun (* 1939), deutscher Schriftsteller
- Burkhard Damrau (* 1941), deutscher Kabarettist
- Peter Dehler (* 1963), deutscher Dramatiker und Regisseur
- Konrad Domann (* 1956), deutscher Schauspieler
- Adolf Dresen (1935–2001), deutscher Theaterregisseur und Opernregisseur
- Eva-Maria Fastenau (* 1951), deutsche Kabarettistin
- Michael Großwig „Massa“, deutscher Musiker
- Sylvester Groth (* 1958), deutscher Schauspieler
- Susanne Grütz, deutsche Sängerin
- Maik Hamburger (1931–2020), deutscher Übersetzer, Publizist und Dramaturg
- Michael Hametner (* 1950), deutscher Literaturwissenschaftler, Hörfunkjournalist, Redakteur und Moderator
- Jürgen Hart (1942–2002), deutscher Kabarettist
- Christoph Hein (* 1944), deutscher Schriftsteller, Übersetzer und Essayist
- Hellmuth Henneberg (* 1958), deutscher Journalist und Fernsehmoderator
- Günther Huniat (* 1939), deutscher Bildhauer, Grafiker und Galerist
- Ines Agnes Krautwurst, deutsche Sängerin und Tänzerin
- Sylvia Krupicka (* 1960), deutsche Literaturvermittlerin und Lyrikerin
- Konstanze Lauterbach (1954–2025), deutsche Theaterregisseurin
- Bernd-Lutz Lange (* 1944), deutscher Kabarettist und Autor
- Thomas Liebscher (* 1952), deutscher Grafiker und Verleger
- Gerd Harry Lybke „Judy“ (* 1961), deutscher Galerist
- Hans-Walter Molle, deutscher Sänger, Kabarettist und Regisseur
- Hartmut Müller (* 1954), deutscher Schauspieler
- Gisela Oechelhaeuser (* 1944), deutsche Kabarettistin
- Peter Porsch (* 1944), österreichisch/deutscher Germanist und Politiker
- Peter Reichel (* 1939), deutscher Literatur- und Theaterwissenschaftler
- Thomas Rühmann (* 1955), deutscher Schauspieler
- Bernhard Scheller (1944–2017), deutscher Literaturwissenschaftler und Anglist
- Wolfgang Schilling (* 1961), deutscher Hörfunkjournalist
- Hubertus Schmidt (* 1951), deutscher Komponist, Pianist und Sänger
- Evelyn „Ev“ Schreiber, deutsche Regisseurin und Betreiberin des Leipziger Theaters „Fact“
- Wolfgang U. Schütte (1940–2020), deutscher Literaturjournalist
- Erwin Stache (* 1960), deutscher Komponist, Klangkünstler und Objektebauer
- Siegfried Stubenrauch (* 1943), deutscher Grafiker und Galerist
- Holger Teupel, deutscher Filmproduzent und Kameramann
- Dietmar Voigt (* 1953), deutscher Kultur- und Theatermacher
- Axel Vornam (* 1956), deutscher Regisseur und Intendant
- Dirk Wäger (* 1959), deutscher Schauspieler
- Konrad Zschiedrich, deutscher Regisseur
- Wolfgang Krause Zwieback (* 1951), deutscher Schauspieler, Künstler u. Original in Leipzig